# Eutrichota brevirostris
Eutrichota brevirostris är en tvåvingeart som beskrevs av Fan 1993. Eutrichota brevirostris ingår i släktet Eutrichota och familjen blomsterflugor.
Artens utbredningsområde är Sichuan (Kina). Inga underarter finns listade i Catalogue of Life.